# Rohozec (ort i Tjeckien, Södra Mähren)
Rohozec är en ort i Tjeckien.   Den ligger i regionen Södra Mähren, i den östra delen av landet, 170 km sydost om huvudstaden Prag. Rohozec ligger 430 meter över havet och antalet invånare är 195.
Terrängen runt Rohozec är kuperad åt sydväst, men åt nordost är den platt. Terrängen runt Rohozec sluttar söderut.Runt Rohozec är det ganska tätbefolkat, med 100 invånare per kvadratkilometer. Närmaste större samhälle är Blansko, 12,1 km öster om Rohozec. I omgivningarna runt Rohozec växer i huvudsak blandskog.